# 加亨巴赫
加亨巴赫是德国巴伐利亚州的一个市镇。总面积30.25平方公里，总人口2335人，其中男性1188人，女性1147人（2011年12月31日），人口密度77人/平方公里。